# Dinosaur Art (kniha)
Dinosaur Art: The World’s Greatest Paleoart (česky v nepřesném překladu "Dinosauří umění: Světově nejlepší paleo-umění") je kniha z roku 2012 (vyšla v americkém nakladatelství Titan Books). Představuje umění deseti v současnosti nejuznávanějších autorů ilustrací a maleb s tematikou dinosaurů (jako je např. Američan Gregory S. Paul, australský ilustrátor John Conway a další.
Kniha představuje pohled na dinosauří umění v širší perspektivě, s každým z deseti autorů je veden obsáhlý rozhovor a představuje se zde jejich tvorba. Většina umělců pracuje s novými technikami digitální tvorby. Svazek je zajímavý z hlediska uměleckého, ale také vědeckého (pojednává se zde mj. o rekonstrukci vzezření a ekologie pravěkých organismů).